# Halowe Mistrzostwa Świata w Lekkoatletyce 2012 – pięciobój kobiet
Pięciobój kobiet – jedna z konkurencji rozgrywanych podczas 14. Halowych Mistrzostw Świata w Stambule.
W przeciwieństwie do pozostałych konkurencji w wielobojach IAAF nie ustaliła określonych minimów, a zaprosiła 8 zawodniczek według następującego klucza:
- 3 najlepsze zawodniczki z list światowych w siedmioboju w sezonie 2011 (maksymalnie jedna lekkoatletka z jednego kraju)
- 3 najlepsze zawodniczki z list światowych w pięcioboju w sezonie 2012
- 2 dzikie karty
- w gronie 8 zaproszonych zawodniczek mogą się znaleźć co najwyżej dwie zawodniczki z jednego kraju

Ponieważ wieloboistka z 3. rezultatem w siedmioboju w 2011 – Niemka Jennifer Oeser zrezygnowała z występu w Stambule, to prawo występu otrzymały: 1. (Rosjanka Tatjana Czernowa), 2. (Brytyjka Jessica Ennis) oraz 4. (Polka Karolina Tymińska) zawodniczka list światowych.
Z list światowych w pięcioboju w 2012 zakwalifikowano: 1. (Rosjanka Jekatierina Bolszowa), 2. (Ukrainka Natala Dobrynśka) i 4. (Ukrainka Hanna Melnyczenko) zawodniczkę. Trzecie i szóste miejsce na listach światowych przed mistrzostwami świata zajmowały Rosjanki: Olga Kurban i Kristina Sawicka, które nie mogły otrzymać zaproszenia na halowe mistrzostwa świata z uwagi na limit 2 zawodniczek na kraj. Ósma na listach Kanadyjka Brianne Theisen nie planowała występu w Stambule, decydując się na start w rozgrywanych w tym samym czasie mistrzostwach NCAA.
Dzikie karty postanowiono przyznać siódmej na listach w pięcioboju Litwince Austrze Skujytė oraz piątej Białorusince Janie Maksimawej.

## Rekordy
W poniższej tabeli przedstawiono (według stanu przed rozpoczęciem mistrzostw) rekordy świata, poszczególnych kontynentów, halowych mistrzostw świata a także najlepszy wynik na świecie w sezonie halowym 2012.
| Halowy rekord świata              | Irina Biełowa        | 4991 pkt. | Berlin   | 15 lutego 1992 |
| Rekord halowych mistrzostw świata | Jessica Ennis        | 4937 pkt. | Doha     | 13 marca 2010  |
| Liderka tabel sezonu 2012         | Jekatierina Bolszowa | 4896 pkt. | Moskwa   | 7 lutego 2012  |
| Halowy rekord Afryki              | Eunice Barber        | 4558 pkt. | Paryż    | 7 marca 1997   |
| Halowy rekord Ameryki Południowej | Themys Zambrzycki    | 4001 pkt. | Columbia | 8 marca 1980   |
| Halowy rekord Ameryki Północnej   | Le Shundra Nathan    | 4753 pkt. | Maebashi | 5 marca 1999   |
| Halowy rekord Ameryki Północnej   | Hyleas Fountain      | 4753 pkt. | Doha     | 13 marca 2010  |
| Halowy rekord Australii i Oceanii | Jane Jamieson        | 4490 pkt. | Maebashi | 5 marca 1999   |
| Halowy rekord Azji                | Olga Rypakowa        | 4582 pkt. | Pattaya  | 10 lutego 2006 |
| Halowy rekord Europy              | Irina Biełowa        | 4991 pkt. | Berlin   | 15 lutego 1992 |

## Terminarz
| Data         | Godzina | Runda                          |
| ------------ | ------- | ------------------------------ |
| 9 marca 2012 | 11:25   | Bieg na 60 metrów przez płotki |
| 9 marca 2012 | 12:05   | Skok wzwyż                     |
| 9 marca 2012 | 13:45   | Pchnięcie kulą                 |
| 9 marca 2012 | 17:05   | Skok w dal                     |
| 9 marca 2012 | 19:35   | Bieg na 800 metrów             |

## Rezultaty
| CR – rekord mistrzostw \| NR – rekord kraju |

### Bieg na 60 m przez płotki
| Poz. | Tor | Zawodniczka          | Reprezentacja   | Rezultat | Punkty | Uwagi |
| ---- | --- | -------------------- | --------------- | -------- | ------ | ----- |
| 1    | 5   | Jessica Ennis        | Wielka Brytania | 7,91     | 1150   |       |
| 2    | 3   | Tatjana Czernowa     | Rosja           | 8,29     | 1064   |       |
| 3    | 6   | Natala Dobrynśka     | Ukraina         | 8,38     | 1044   |       |
| 4    | 2   | Hanna Melnyczenko    | Ukraina         | 8,45     | 1028   |       |
| 5    | 1   | Karolina Tymińska    | Polska          | 8,52     | 1013   |       |
| 6    | 7   | Austra Skujytė       | Litwa           | 8,57     | 1002   | PB    |
| 7    | 4   | Jekatierina Bolszowa | Rosja           | 8,62     | 991    |       |
| 8    | 8   | Jana Maksimawa       | Białoruś        | 8,80     | 952    |       |

### Skok wzwyż
| Poz. | Zawodniczka          | Reprezentacja   | Rezultat | Punkty | Uwagi | Suma po 2/5 |
| ---- | -------------------- | --------------- | -------- | ------ | ----- | ----------- |
| 1    | Austra Skujytė       | Litwa           | 1,90     | 1106   | PB    | 2108        |
| 1    | Jana Maksimawa       | Białoruś        | 1,90     | 1106   | PB    | 2058        |
| 3    | Jessica Ennis        | Wielka Brytania | 1,87     | 1067   |       | 2217        |
| 4    | Jekatierina Bolszowa | Rosja           | 1,87     | 1067   |       | 2058        |
| 5    | Natala Dobrynśka     | Ukraina         | 1,84     | 1029   | SB    | 2073        |
| 6    | Hanna Melnyczenko    | Ukraina         | 1,84     | 1029   | SB    | 2057        |
| 7    | Tatjana Czernowa     | Rosja           | 1,84     | 1029   | SB    | 2093        |
| 8    | Karolina Tymińska    | Polska          | 1,72     | 879    | SB    | 1892        |

### Pchnięcie kulą
| Poz. | Zawodniczka          | Reprezentacja   | #1    | #2    | #3    | Rezultat | Punkty | Uwagi | Po 3/5 |
| ---- | -------------------- | --------------- | ----- | ----- | ----- | -------- | ------ | ----- | ------ |
| 1    | Natala Dobrynśka     | Ukraina         | 15.25 | 16.11 | 16.51 | 16.51    | 962    | SB    | 3035   |
| 2    | Austra Skujytė       | Litwa           | 15.19 | 16.26 | 16.03 | 16.26    | 946    |       | 3054   |
| 3    | Jana Maksimawa       | Białoruś        | x     | 14.28 | 14.85 | 14.85    | 851    |       | 2909   |
| 4    | Jessica Ennis        | Wielka Brytania | 13.89 | 14.39 | 14.79 | 14.79    | 847    | PB    | 3064   |
| 5    | Karolina Tymińska    | Polska          | 14.68 | 14.27 | x     | 14.68    | 839    |       | 2731   |
| 6    | Tatjana Czernowa     | Rosja           | 13.90 | x     | x     | 13.90    | 787    | SB    | 2880   |
| 7    | Hanna Melnyczenko    | Ukraina         | 12.41 | 13.04 | 13.29 | 13.29    | 747    |       | 2804   |
| 8    | Jekatierina Bolszowa | Rosja           | 10.54 | 12.07 | x     | 12.07    | 666    |       | 2724   |

### Skok w dal
| Poz. | Zawodniczka          | Reprezentacja   | #1   | #2   | #3   | Rezultat | Punkty | Uwagi | Po 4/5 |
| ---- | -------------------- | --------------- | ---- | ---- | ---- | -------- | ------ | ----- | ------ |
| 1    | Natala Dobrynśka     | Ukraina         | 6.41 | X    | 6.57 | 6.57     | 1030   | SB    | 4065   |
| 2    | Jekatierina Bolszowa | Rosja           | 6.52 | X    | 6.25 | 6.52     | 1014   | PB    | 3738   |
| 3    | Karolina Tymińska    | Polska          | X    | 6.49 | 6.34 | 6.49     | 1004   |       | 3735   |
| 4    | Hanna Melnyczenko    | Ukraina         | X    | 6.27 | X    | 6.27     | 934    |       | 3738   |
| 5    | Tatjana Czernowa     | Rosja           | 6.22 | X    | 6.25 | 6.25     | 927    |       | 3807   |
| 6    | Austra Skujytė       | Litwa           | 6.24 | 6.12 | 6.16 | 6.24     | 924    |       | 3978   |
| 7    | Jessica Ennis        | Wielka Brytania | 6.19 | 6.18 | X    | 6.19     | 908    |       | 3972   |
| 8    | Jana Maksimawa       | Białoruś        | X    | X    | 5.80 | 5.80     | 780    |       | 3698   |

### Bieg na 800 m
| Poz. | Zawodniczka          | Reprezentacja   | Rezultat | Punkty | Uwagi |
| ---- | -------------------- | --------------- | -------- | ------ | ----- |
| 1    | Jessica Ennis        | Wielka Brytania | 2:08.09  | 993    | PB    |
| 2    | Karolina Tymińska    | Polska          | 2:08.25  | 990    | SB    |
| 3    | Natala Dobrynśka     | Ukraina         | 2:11.15  | 948    | PB    |
| 4    | Tatjana Czernowa     | Rosja           | 2:13.23  | 918    | SB    |
| 5    | Jana Maksimawa       | Białoruś        | 2:14.25  | 903    | PB    |
| 6    | Jekatierina Bolszowa | Rosja           | 2:14.43  | 901    |       |
| 7    | Hanna Melnyczenko    | Ukraina         | 2:15.53  | 885    |       |
| 8    | Austra Skujytė       | Litwa           | 2:19.99  | 824    | SB    |

### Pięciobój
| Poz. | Zawodniczka          | Reprezentacja   | Punkty | Uwagi |
| ---- | -------------------- | --------------- | ------ | ----- |
|      | Natala Dobrynśka     | Ukraina         | 5013   | WR    |
|      | Jessica Ennis        | Wielka Brytania | 4965   | NR    |
|      | Austra Skujytė       | Litwa           | 4802   | NR    |
| 4.   | Karolina Tymińska    | Polska          | 4725   | SB    |
| 5.   | Tatjana Czernowa     | Rosja           | 4725   | SB    |
| 6.   | Jekatierina Bolszowa | Rosja           | 4639   |       |
| 7.   | Hanna Melnyczenko    | Ukraina         | 4623   |       |
| 8.   | Jana Maksimawa       | Białoruś        | 4601   | PB    |